# Гониум
Го́ниум (лат. Gonium) — род колониальных зелёных водорослей из семейства Гониевых (Goniaceae). Это наиболее просто устроенный представитель семейства.

## Описание
Ценобий может состоять из 4, 8, 16 и 32 клеток, все они идентичны, расположены в один слой в виде слегка изогнутого щитовидного диска в общей пластинке слизи. Если ценобий состоит из 16 клеток, то в центре располагаются 4 клетки, остальные 12 — по четырём сторонам, по три клетки на каждую сторону. Каждая клетка имеет два жгутика; длина их более чем в два раза превышает длину клетки; всегда обращены в одну сторону. Жгутики клеток бьют по отдельности, двигая всю колонию вперёд. Оболочка передней части клетки образует носик, или последний отсутствует. Хлоропласт чашевидный, часто сильно утолщённый у основания, с одним или более пиреноидами. Две сократительные вакуоли расположены впереди. Ядро в передней части клетки в выемке хлоропласта. Стигма обычно на переднем конце хлоропласта.
Все вегетативные клетки ценобия способны формировать дочерные ценобии при бесполом размножении. При половом размножении ценобий распадается на отдельные клетки, которые функционируют как гаметы. Зигота прорастает с образованием 4-клеточного ценобия; первое деление ядра зиготы — редукционное. Возможен как гомоталлизм, так и гетероталлизм.

## Среда обитания
Встречается в стоячих водах с жёсткой водой и высоким содержанием соединений азота.

## Классификация
Согласно базе данных AlgaeBase на апрель 2025 года род охватывает следующие виды:
- Gonium angulatum Lemmerm., 1898
- Gonium compactum Iyengar, 1981
- Gonium discoideum Prescott, 1942
- Gonium dispersum A. Batko et H. Jalubiec, 1989
- Gonium formosum Pascher, 1927
- Gonium indicum M.T. Philipose in V. Rajarao, 1990
- Gonium maiaprilis Hayama, Nakada, Hamiji et Nozaki, 2010
- Gonium multicoccum Pocock, 1955
- Gonium octonarium Pocock
- Gonium pectorale O.F. Müll., 1773 — Гониум пекторальныйtypus
- Gonium quadratum E.G. Pringsheim ex Nozaki, 1990
- Gonium viridistellatum M. Watanabe, 1977

Ранее род относили к семейству Вольвоксовые.